# Ferdinand Revermann
Ferdinand Ewald Revermann (* 17. März 1895; † 29. März 1975 in Moers) war ein deutscher Architekt.

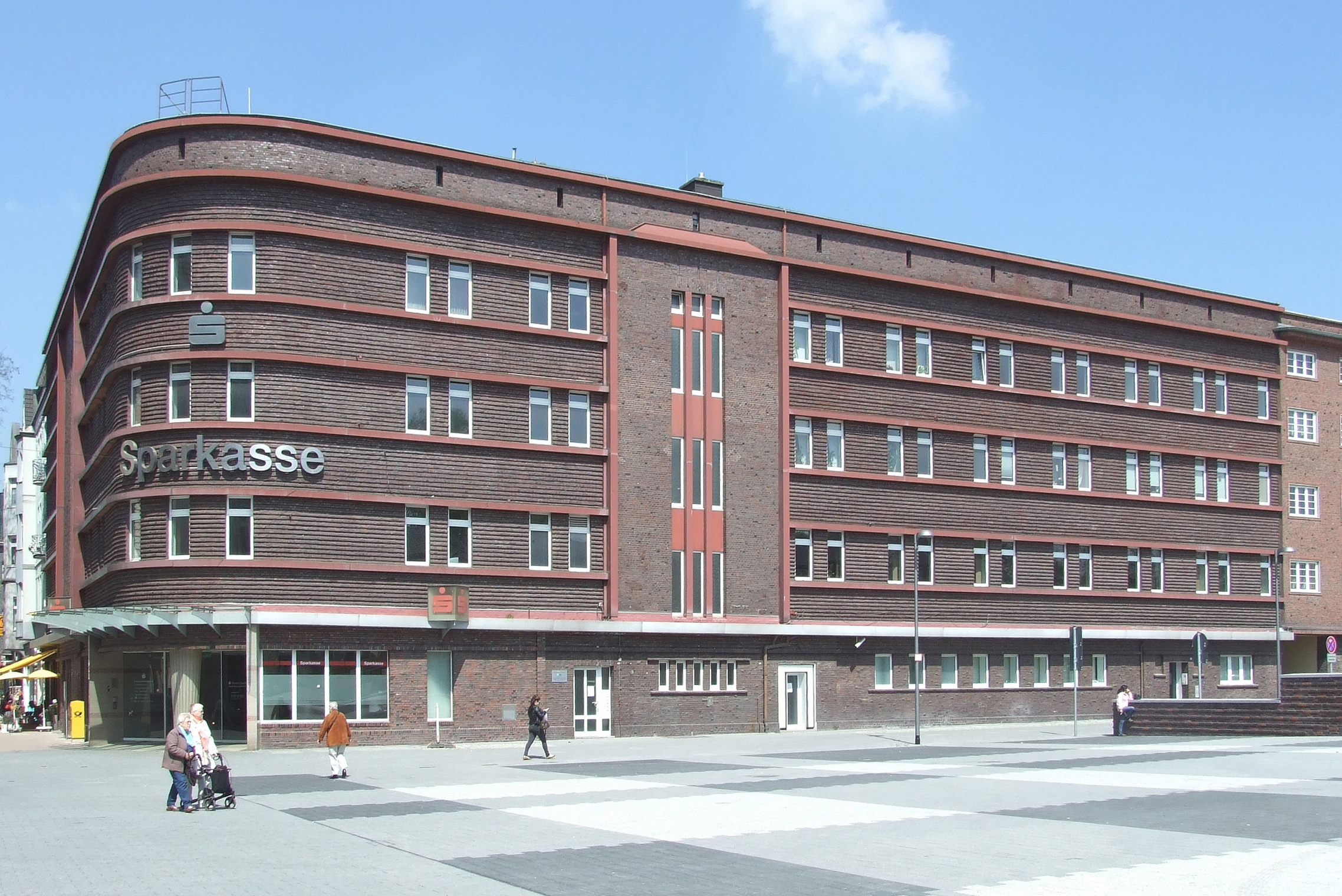
Sparkasse in Wanne (2013)

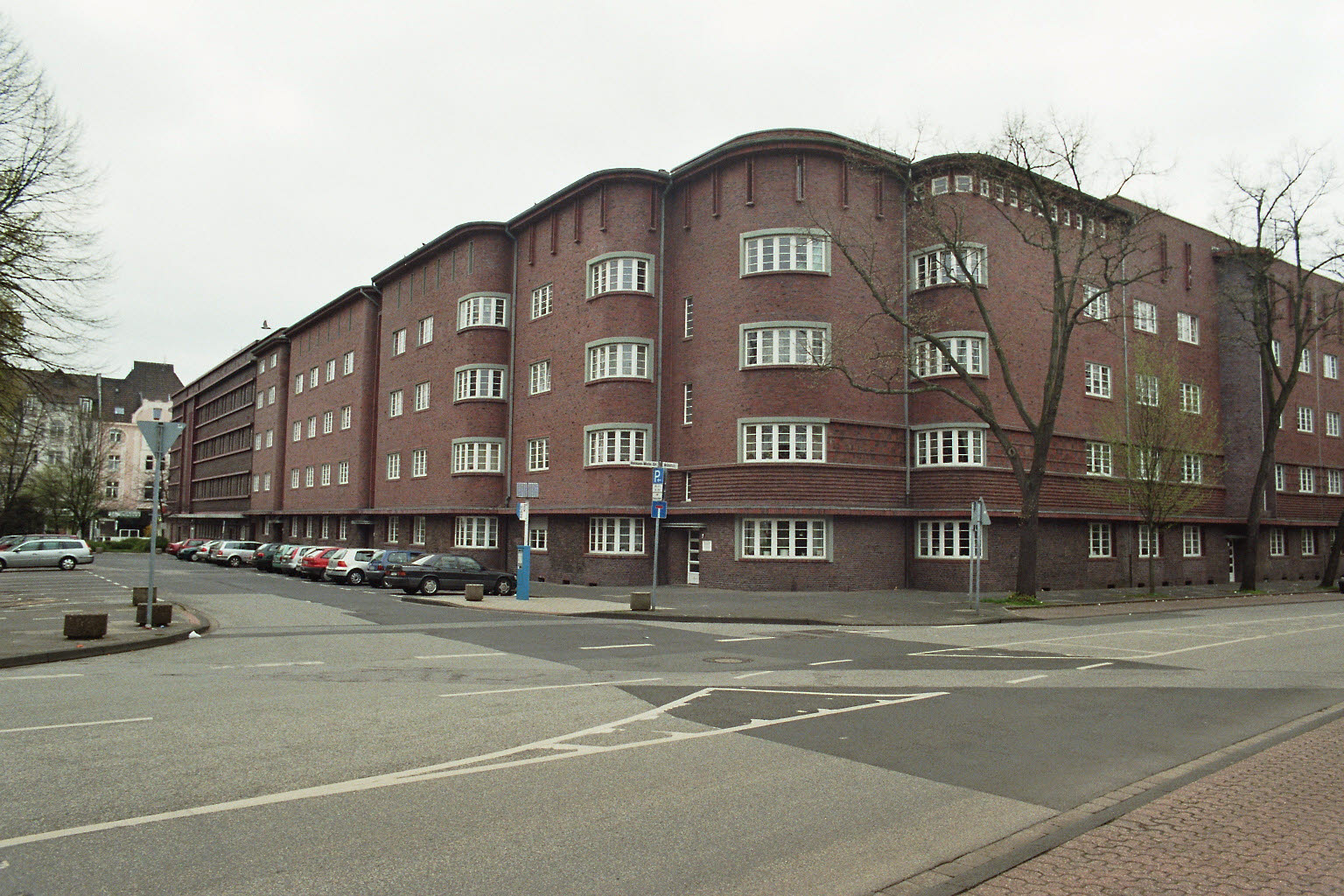
Roter Block in Wanne (2006)

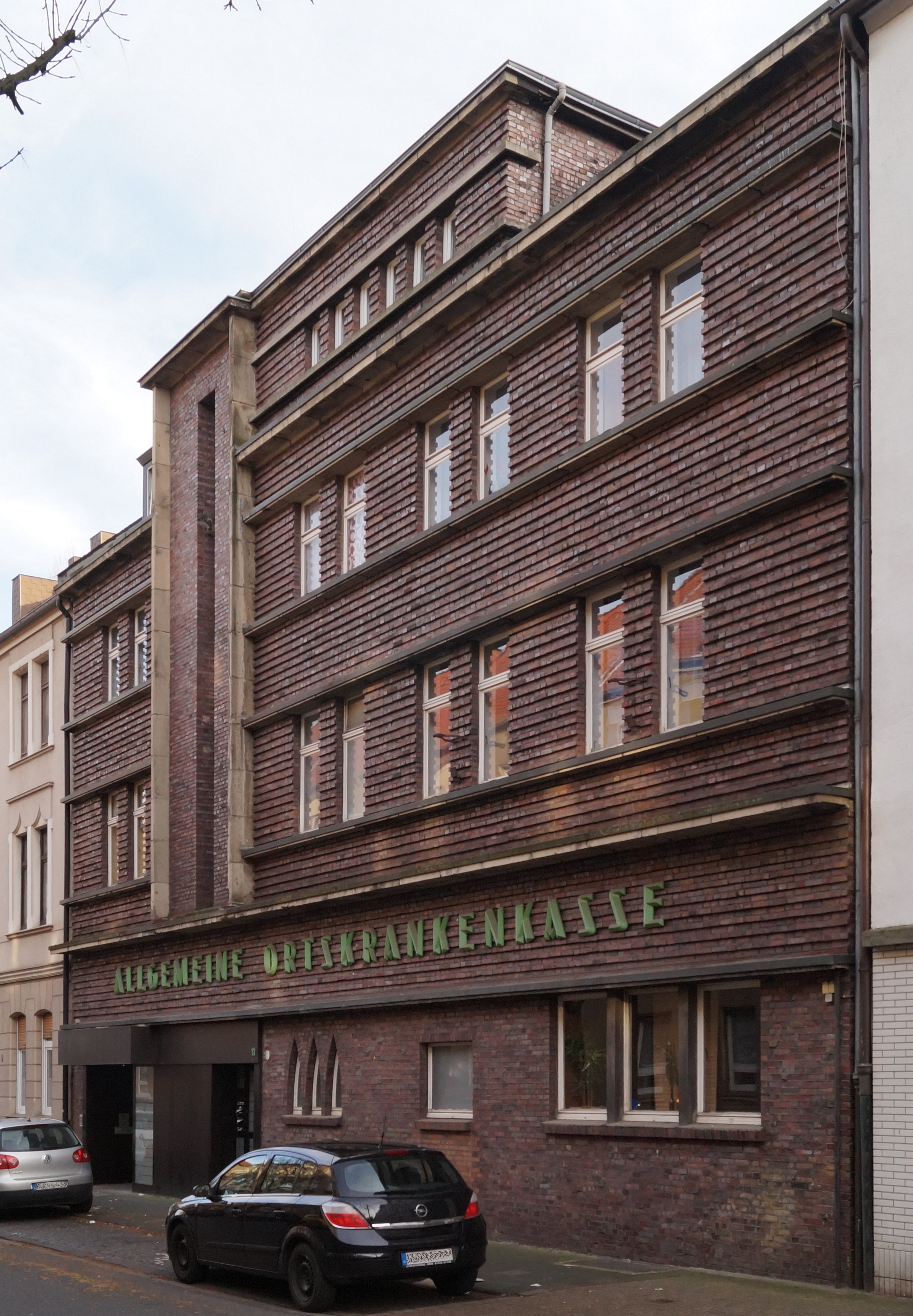
AOK in Eickel (2014)

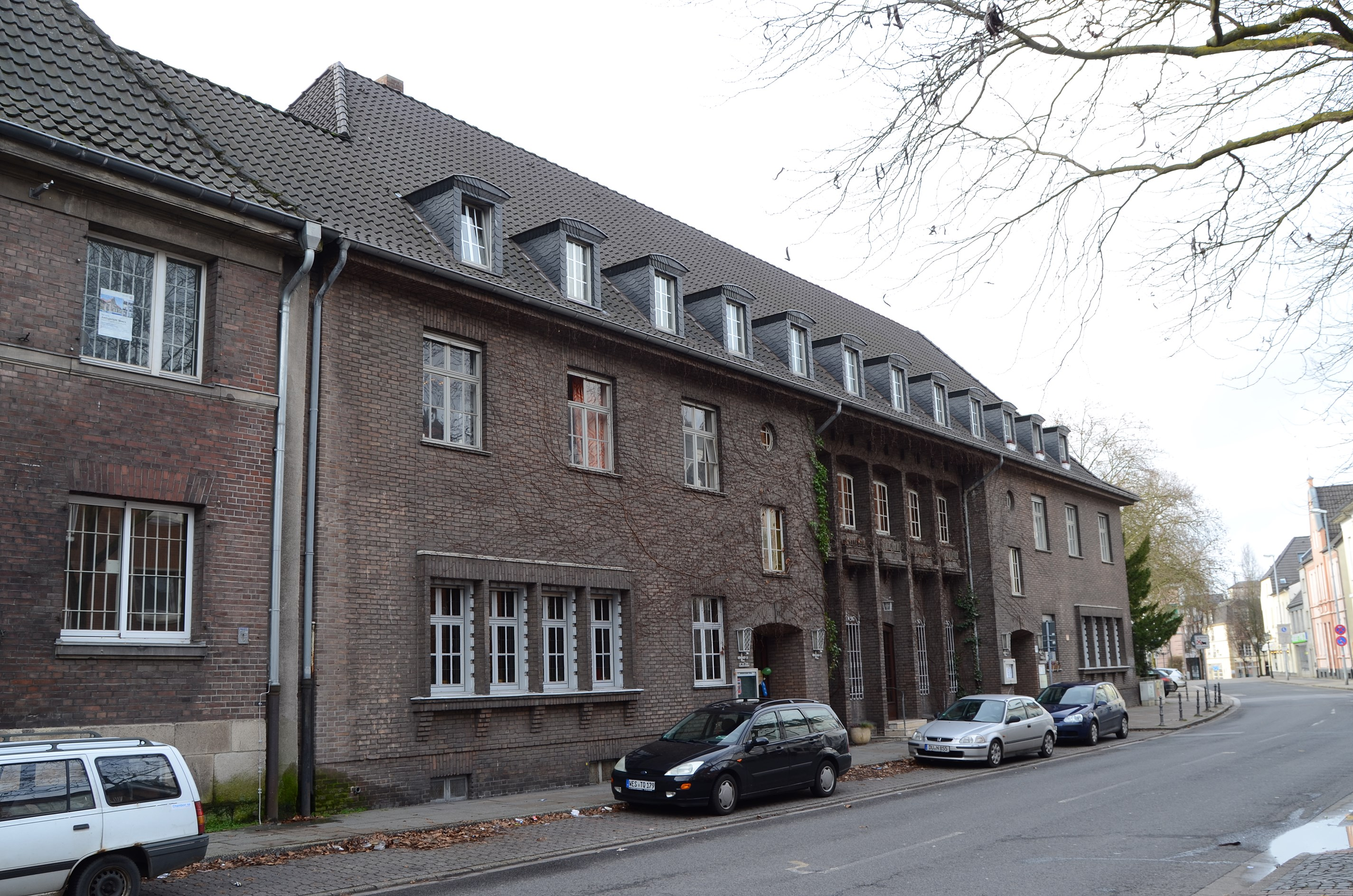
Tersteegenhaus in Moers (2014)

## Leben
Revermann absolvierte sein Studium an der Technischen Hochschule Darmstadt. Seit 1915 war er dort Mitglied des Akademischen Stammtischs Cimbria, der 1919 in der Burschenschaft Rugia Darmstadt im ADB aufging. Später wurde er auch Mitglied der Burschenschaft Sugambria Bonn und 1970 der Burschenschaft Normannia Heidelberg.
Nach dem Studium arbeitete er in Bürogemeinschaften mit Georg E. Gobrecht in Wanne-Eickel und Hermann Drüen in Bochum. Er entwarf einige bemerkenswerte Gebäude des Backstein-Expressionismus und der klassischen Moderne.
Nach Anfeindungen wegen seines Baustils trat er unter Einfluss eines Vortrags von Paul Schultze-Naumburg zum 1. Januar 1933 in die NSDAP ein (Mitgliedsnummer 1.448.488). Von 1933 bis 1938 ließ Revermann als Geschäftsführer der Treuhandstelle-Tochtergesellschaft Bergmannssiedlung Essen GmbH folgerichtig Wohnbauten in zeittypisch bodenständiger Bauweise errichten.
1938 wurde Revermann zum Stadtbaurat von Moers berufen. Seine umfangreichen Planungen zur städtebaulichen Neufassung der Moerser Innenstadt kamen kriegsbedingt nicht zur Umsetzung. Das Amt konnte er trotz Fürsprachen stadtbekannter Bürger im Entnazifizierungsverfahren nach 1945 nicht behalten. Nach dem Zweiten Weltkrieg arbeitete er als Privatarchitekt wiederum mit Hermann Drüen zusammen.
Revermann war Mitglied im Deutschen Werkbund sowie im Bund Deutscher Architekten (BDA).

## Bauten
- 1926: Wohnhausanlage in Wanne, Freisenstraße 32–46 Lage
- 1926–1928: Sparkasse Wanne-Eickel, in Wanne, Hauptstraße 224 (mit Georg E. Gobrecht) Lage
- 1927: Wohnhaus Ferdinand Wulf in Eickel, Reichsstraße 28, (mit Otto Greiss) Lage[6]
- 1927: Allgemeine Ortskrankenkasse in Eickel, Märkische Straße 11 (mit Georg E. Gobrecht) Lage[7]
- 1927–1929: Wohnbebauung für den Gemeinnützigen Bauverein Essen, sogenannter Roter Block in Wanne, Wanner Straße 6, 8, 10 und 12, Wibbeltstraße 7 und 8, Amtmann-Winter-Straße 5, 7 und 9 (mit Georg E. Gobrecht) Lage[8]
- 1929: Verwaltungsgebäude der Elektrizitätsversorgung Wanne-Eickel in Eickel, Hauptstraße 89 (mit Georg E. Gobrecht, nach Kriegszerstörungen 1946 durch Robert Kaul in reduzierten Formen wieder hergestellt) Lage[9]
- 1929–1930: Evangelisches Paul-Gerhardt-Gemeindehaus in Bochum-Wiemelhausen, Kühneplatz 6 (mit Hermann Drüen; Abbruch des stark veränderten Gebäudes 2011) Lage[10]
- 1938: Erweiterung des städtischen Freibades „Bettenkamper Meer“ in Moers Lage[11]
- 1939–1940: Treibstoffsiedlung des Bauvereins in Moers-Hochstraß, Treibweg Lage[11]
- 1949–1950: Tersteegenhaus (auch Gerhard-Tersteegen-Haus, kurz „GTH“) in Moers, Haagstraße 11 Lage[12][13][11]